# Танака Сіндзі
Танака Сіндзі (яп. 田中 真二, нар. 25 вересня 1960, Сайтама —) — японський футболіст, що грав на позиції захисника.

## Клубна кар'єра
Грав за команду Ніссан Моторс, Урава Ред Даймондс, Кіото Перпл Санга.

## Виступи за збірну
Дебютував 1980 року в офіційних матчах у складі національної збірної Японії. У формі головної команди країни зіграв 17 матчів.

## Статистика
Статистика виступів у національній збірній.
| Збірна Японії | Збірна Японії | Збірна Японії |
| Роки          | Ігри          | голи          |
| ------------- | ------------- | ------------- |
| 1980          | 4             | 0             |
| 1981          | 8             | 0             |
| 1982          | 0             | 0             |
| 1983          | 0             | 0             |
| 1984          | 2             | 0             |
| 1985          | 3             | 0             |
| Усього        | 17            | 0             |